# Paolo (série télévisée)
Pour les articles homonymes, voir Paolo.
Production
Diffusion
Paolo est une série télévisée française réalisée par Sébastien Marnier d'après un scénario de Sébastien Marnier et Juliette Soubrier.
Cette fiction est une production de Mintee Studios pour Max.

## Distribution
- Jérôme Niel :
- Yoann Gasiorowski :
- Magalie Lépine Blondeau :
- Marie Oppert :
- Léo Chalié :
- Véronique Ruggia :
- Guslagie Malanda :
- Salif Cissé :
- Françoise Lebrun :
- Léa Lopez :
- Philippe Katerine :
- Guilaine Londez :
- David Ayala :
- Cyril Metzger :

## Production

### Genèse et développement
La série est créée par Sébastien Marnier, écrite par Sébastien Marnier et Juliette Soubrier, et réalisée par Sébastien Marnier,.
La production est assurée par Floriane Cortes et Gaspard de Chavagnac.
Selon Vera Peltekian, vice-présidente des Productions Originales Max France, « Avec Paolo, Max poursuit son engagement à proposer des récits audacieux et originaux. Ce thriller réalisé par Sébastien Marnier reflète parfaitement notre ADN : des histoires puissantes, modernes et universelles, qui résonnent avec notre époque. ». Elle explique : « C'est un thriller psychologique, c'est un vrai Ripley qui joue beaucoup avec le genre. (…) C'est mâtiné de Dexter, ce n'est pas du tout un serial killer, mais c'est quelqu'un qui devient prêt à tout pour atteindre l'idéal qu'incarne un ancien camarade de classe. Et ça pose la question de nos ratés dans la vie, de tout ce qu'on aurait pu réussir, de nos bifurcations. C'est très excitant narrativement dans les rebondissements que ça convoque, en termes d'action. Et puis, il y a le fait de regarder la France depuis une petite province française. ».
Par ailleurs, Floriane Cortes, productrice chez Mintee, affirme : « Nous sommes très fiers chez Mintee d’accompagner Sébastien Marnier dans la création de ce thriller intense aux thématiques qui nous sont chères. Avec Paolo, Sébastien ausculte les rapports de classes et de domination, et déploie sur 7 épisodes toute la force de son cinéma, un cinéma de genre à la fois dérangeant, contemporain et ancré. ».

### Tournage
Le tournage de la série se déroule du mois de mars au mois d'août 2025, notamment à Reims et Épernay.

### Fiche technique
Sauf indication contraire, les informations mentionnées dans cette section peuvent être confirmées par les bases de données cinématographiques  présentes dans la section « Liens externes ».
- Titre français : Paolo
- Genre : Thriller
- Création : Sébastien Marnier[3]
- Réalisation : Sébastien Marnier[1],[2]
- Scénario : Sébastien Marnier et Juliette Soubrier[1]
- Production : Floriane Cortes et Gaspard de Chavagnac
- Sociétés de production : Mintee Studios
- Sociétés de distribution : Max[1]
- Pays de production :  France
- Langue originale : français
- Format : couleur
- Nombre de saisons : 1
- Nombre d'épisodes[1] : 7
- Durée : 52 minutes
- Dates de première diffusion :